# 六四事件纪念活动

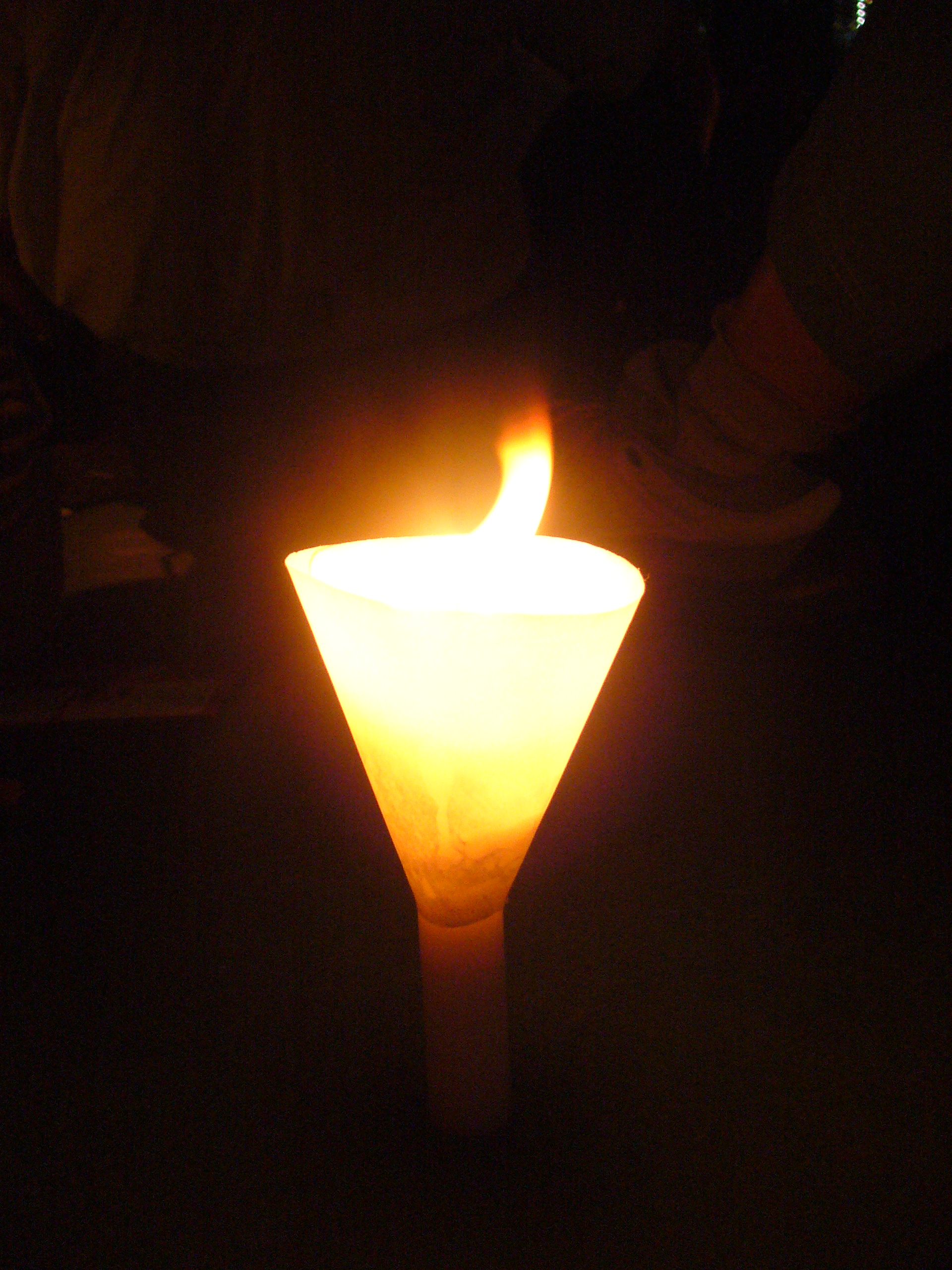
悼念六四事件的燭光

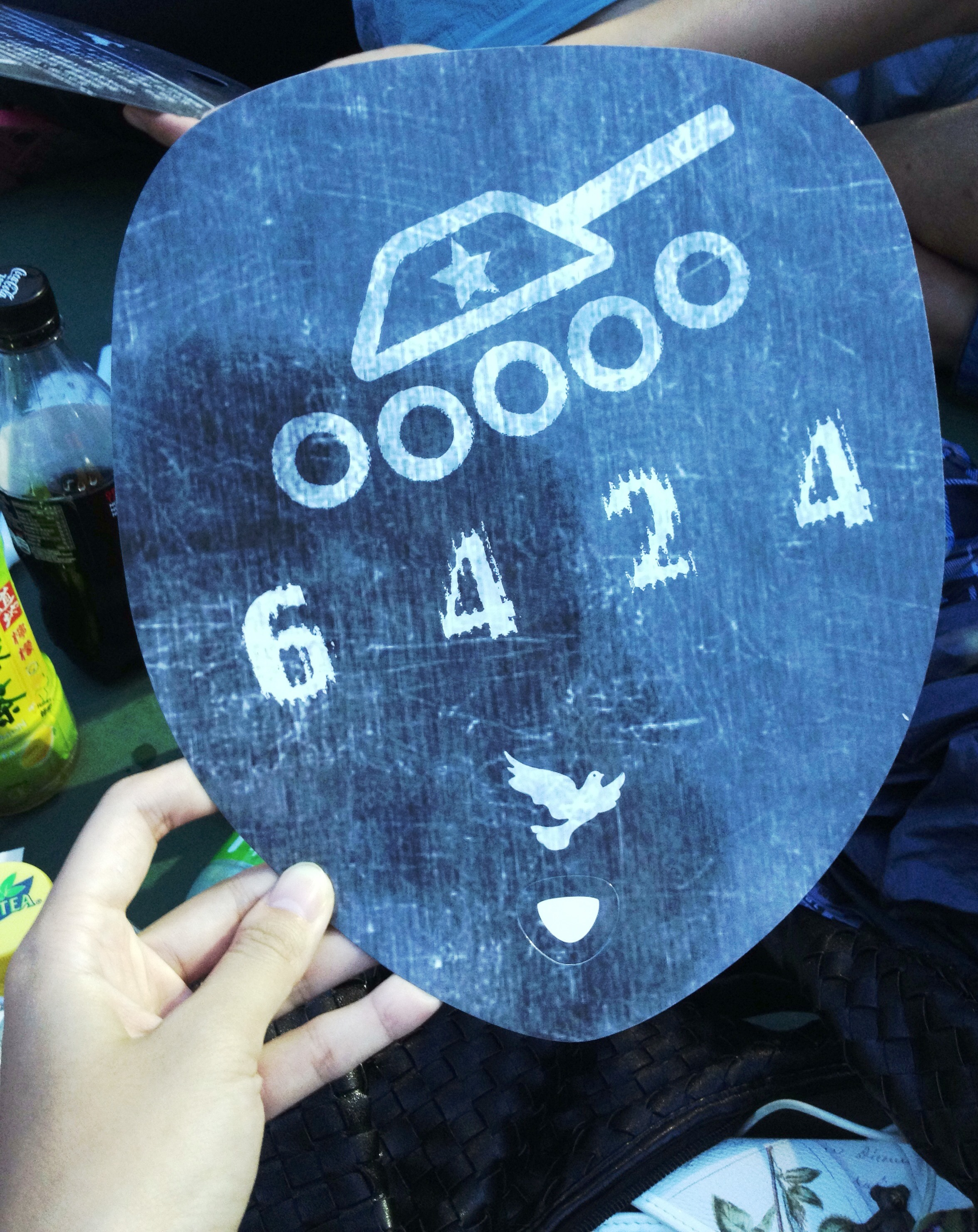
2013年香港悼念活動圖樣

六四事件紀念活動在事件发生后每年在世界各地都会举办，来悼念的事件中的死难者，反对中華人民共和國政府对该事件的封锁态度，并要求平反此次民主运动。第一次的纪念活动是在1990年香港举行，约有10万人参与了纪念。六四事件時至今日仍是中國的禁忌。昔日，全球華人都曾大力聲援當年的學生愛國民主運動，香港也曾經是全球唯一有大型紀念六四的地方。2021年，香港的六四紀念活動因《港區國安法》的立法，加上政府傾向於壓制異議聲音而被禁止舉行。

## 紀念活動

### 祭祀

#### 中國大陆
天安門母親運動成員在不同地方拜祭死難者，被中華人民共和國公安及軍方阻撓。
2021年6月4日，中國的微博上和推特出現了“英國女王因病去世”的討論，以蠟燭和emoji表情🙏🏻表示哀思，實際是紀念六四事件。

### 燭光晚會

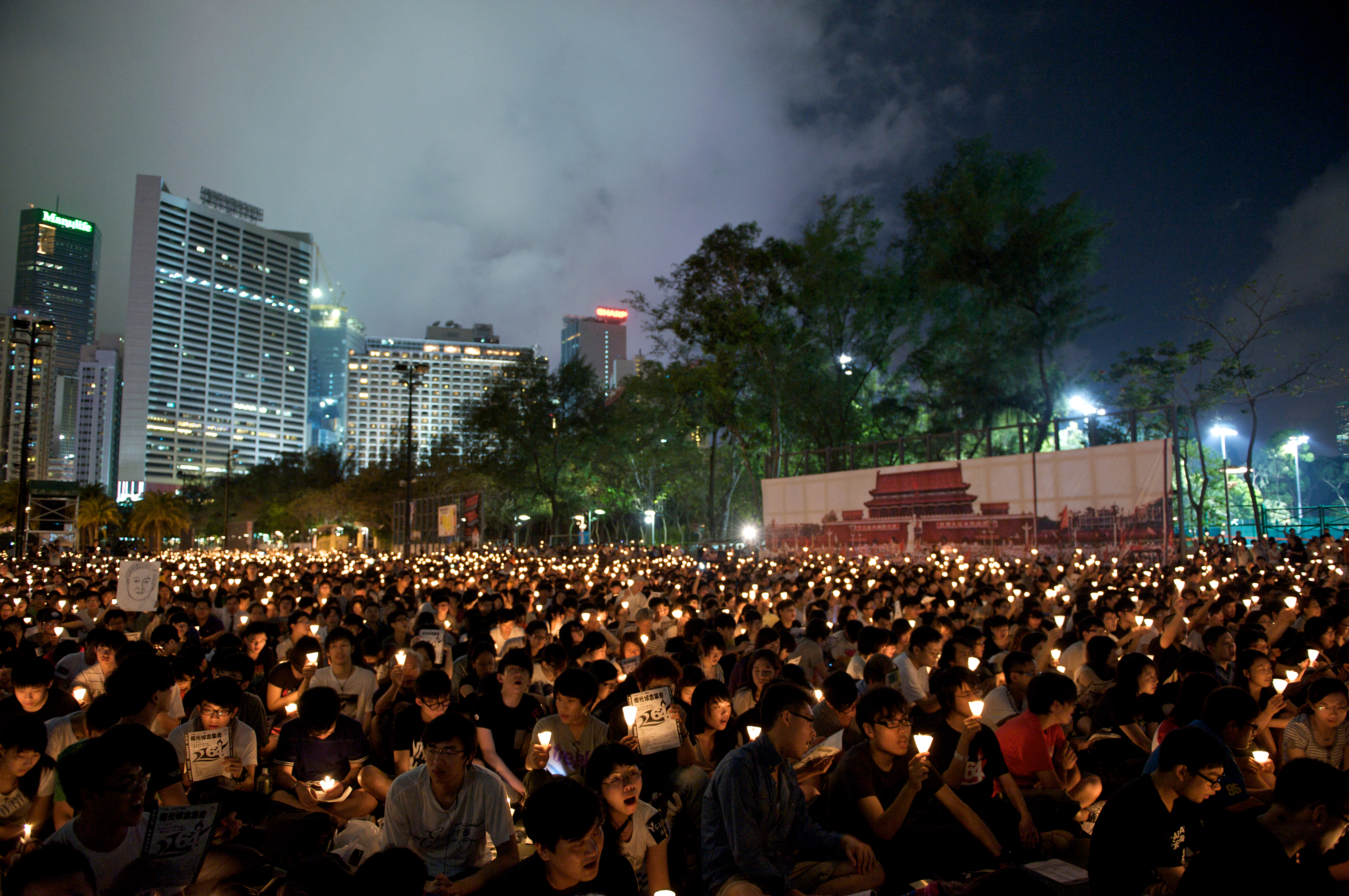
燭海中人們靜默無聲

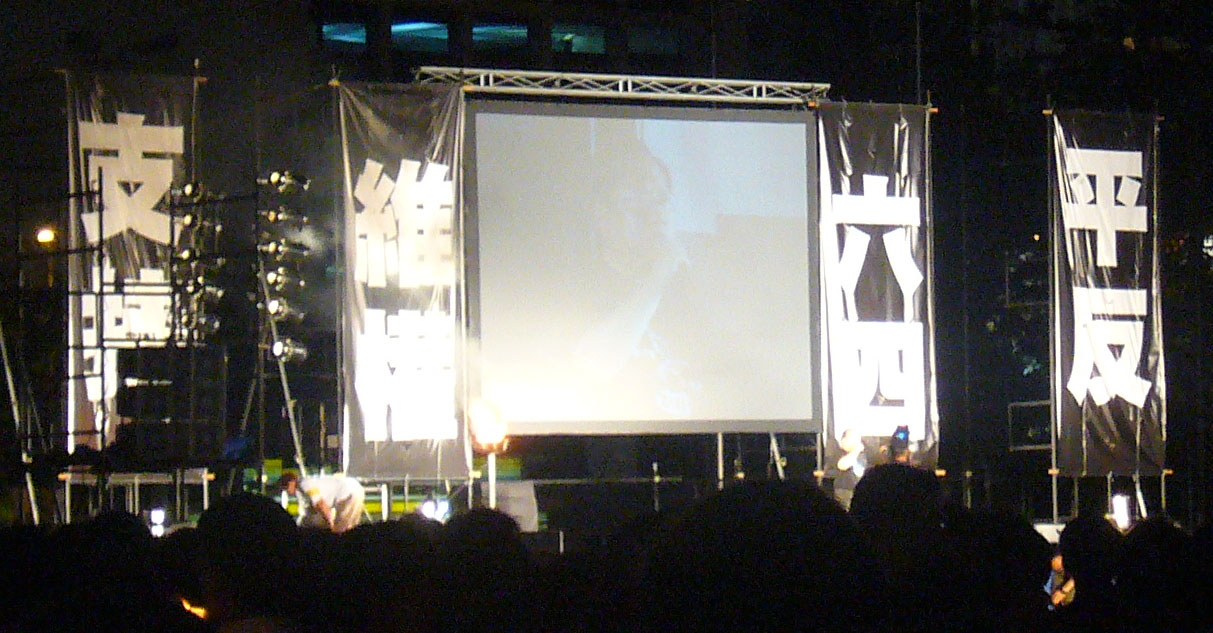
2007年的六四燭光晚會的司令台，寫有「平反六四，支持維權」的標語

#### 香港
維園六四燭光悼念集會，是悼念中國北京天安門六四事件的活動，每年都由香港支聯會主辦。第一次於1990年6月4日在維多利亞公園的硬地足球場舉辦，1997年香港主權移交中華人民共和國後繼續舉辦。其中2012年，2014年和2019年的悼念集會，大會公佈有18萬人參加。
燭光晚會舉行前，天主教支援愛國民主運動聯合會200人（由陳日君主持）在維園涼亭舉行祈禱會悼念死難者，祈禱會後陳便離開。
到2021年，在《港區國安法》和新型肺炎疫情下，六四紀念活動在香港已近乎全面取締。警方更表明會嚴陣以待，當日將動員7,000警力戒備，維園擬派出3000名警員戒備，同時在沙田大會堂「百步梯」、尖沙嘴香港文化中心附近及旺角朗豪坊等地重點佈防。同時表明穿黑衣及點燭光可能構成違法證據。支聯會秘書蔡耀昌認為警方「變相恐嚇香港人」。民權觀察形容是表達自由大倒退。美國駐香港及澳門總領事館和加拿大駐港總領事館先後發出警告，提醒員工避免在6月4日下午4時至凌晨起到維多利亞公園一帶，未經許可下避免拍攝示威者或警察的照片。警方在多區嚴密佈防，在全港派出7000名警員戒備，但依然有市民晚上到維園外聚集，多人點燃燭光。在尖沙嘴、旺角、馬鞍山、天水圍、荃灣等區都有巿民點起蠟燭等悼念六四。截至晚上10時，有4男2女被捕，介乎20至75歲，涉嫌煽動他人參與未經批准集結、普通襲擊、刑事毁壞、公眾地方行為不檢及阻礙警務人員執行職務。而警方突擊圍封旺角西洋菜南街和銅鑼灣多處進行截查，至少12人涉違反限聚令被票控。美國駐港總領事館和歐盟駐港澳辦事處的窗邊亦亮起電子蠟燭悼念。
另外，香港支聯會亦曾經設立六四紀念館，到2021年9月9日，警方國安處人員搜查，並帶走一批展覽資料和展板，而物業亦被當局凍結。

##### 晚會內容

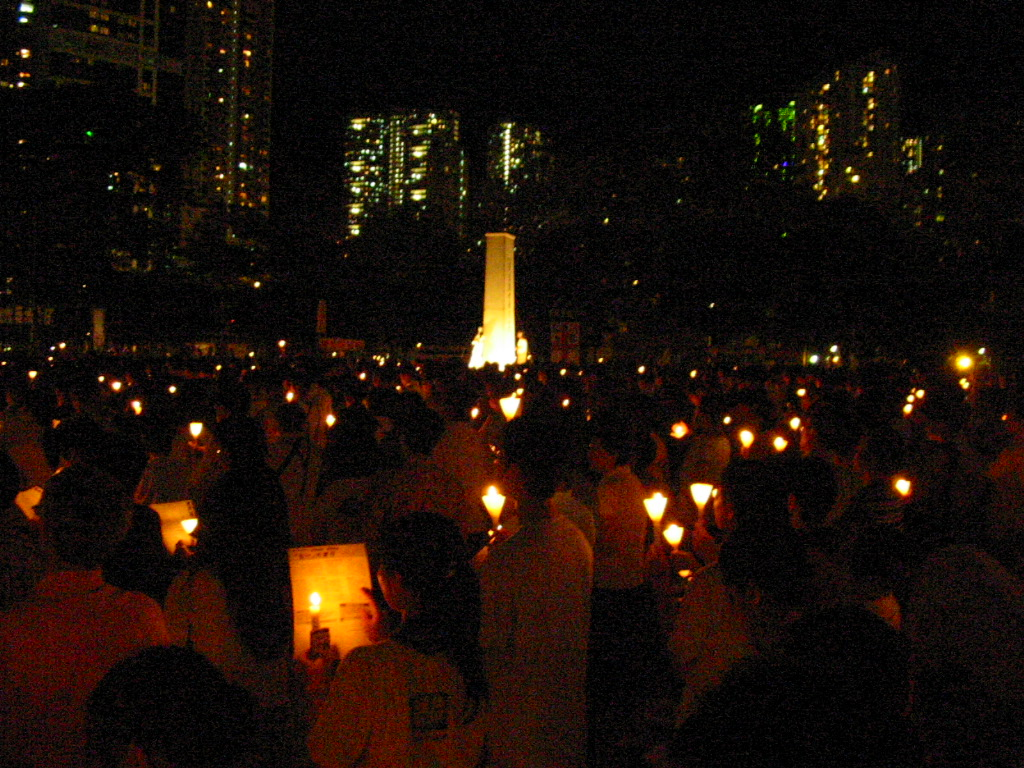
2007年的六四燭光晚會，參加者手持蠟燭唱民運歌曲

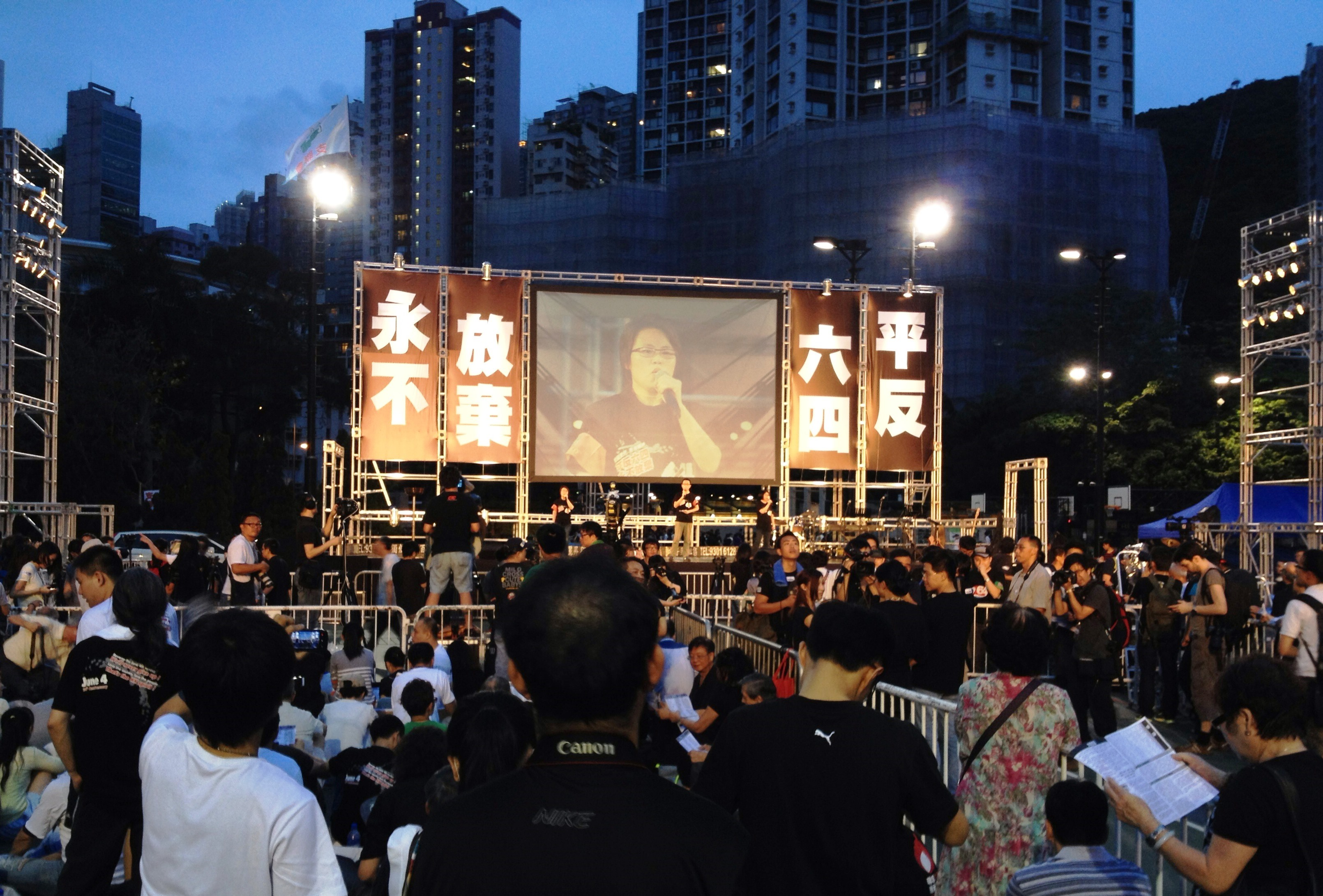
2013年的六四燭光晚會的司令台，寫有「平反六四，永不放棄」的標語

晚會程序包括誦讀六四死難者及離世死難者家屬名單、致悼辭、默哀、向紀念碑獻花及鞠躬、播放民運人士及天安門母親的訪問片段等等。參與者並高唱有民運色彩的歌曲（六四歌曲），如血染的風采、自由花、歷史的傷口等等。
2001年的晚會上，支聯會青年組宣佈籌備成立，其後每年支青組均會在晚會上讀出宣言或表演話劇、歌唱等，以示「接好民主棒」。

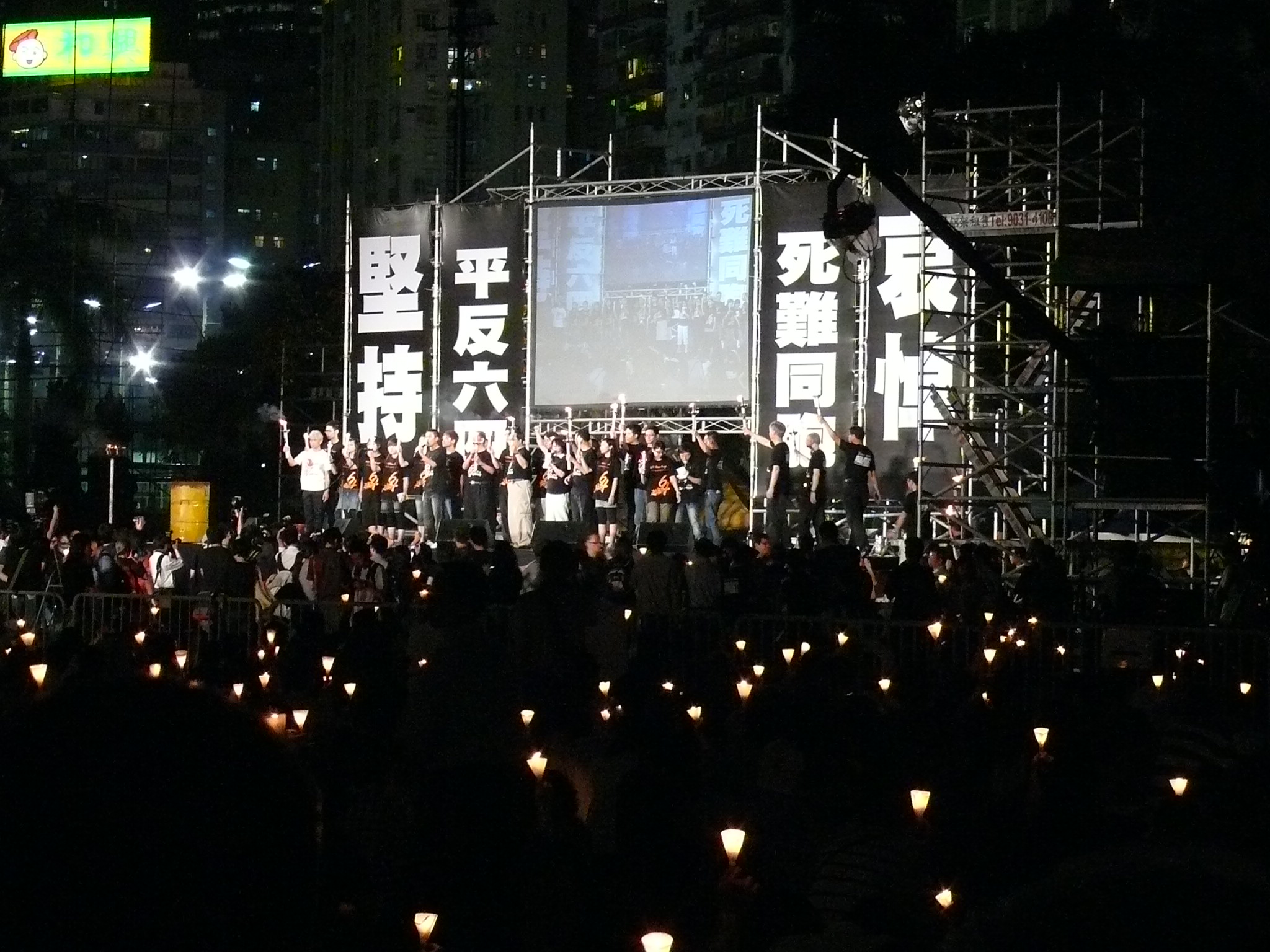
2008年的六四燭光晚會，結合了對汶川地震遇難者的哀悼
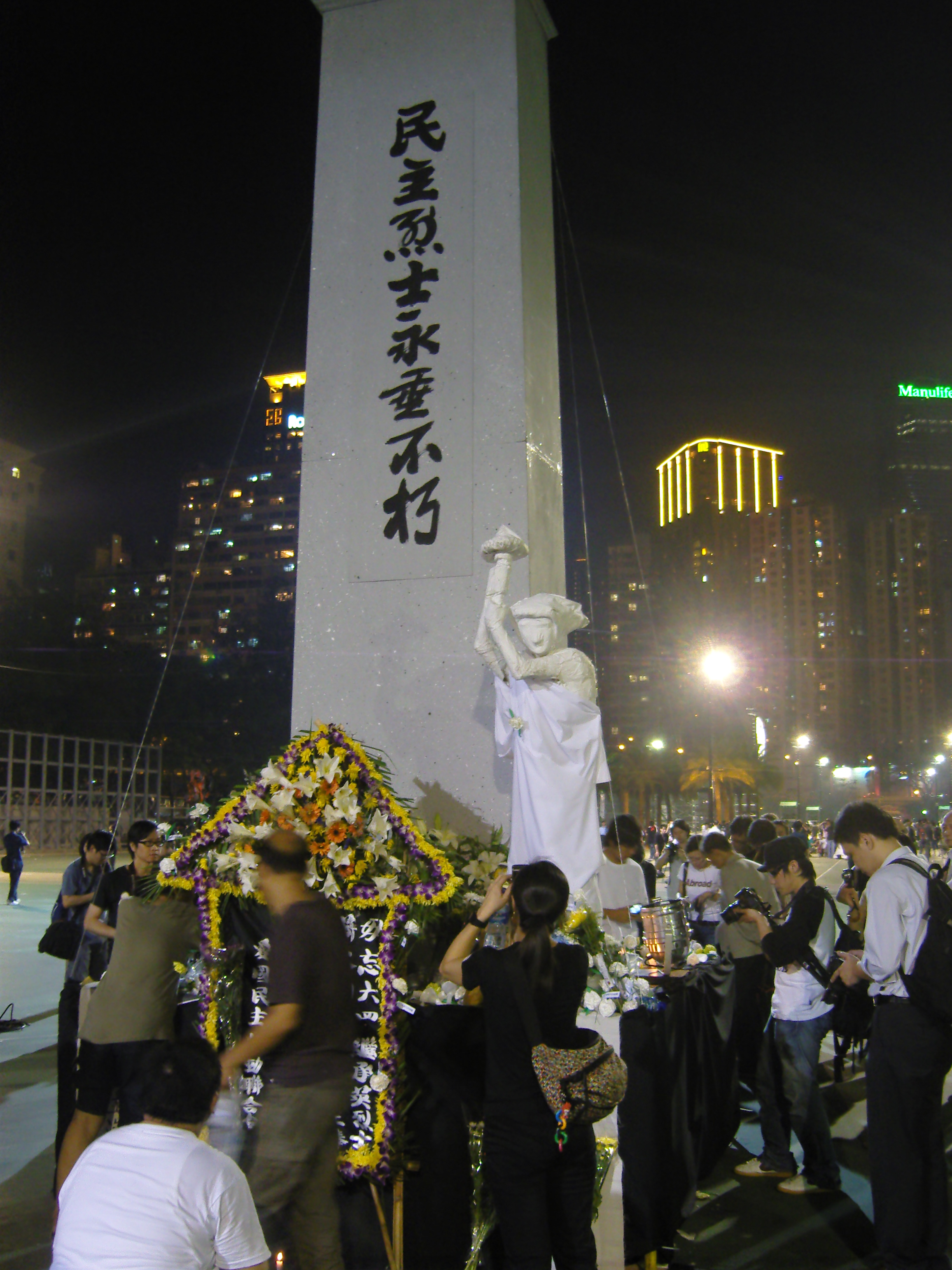
2009年的六四燭光晚會，主辦單位自製的烈士碑
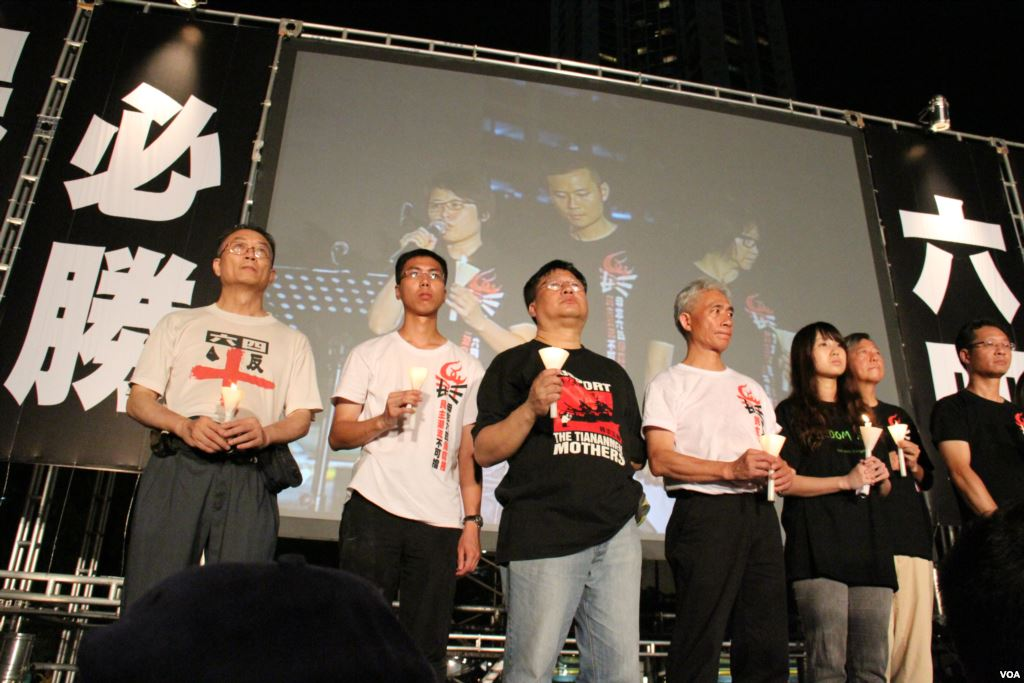
2014年燭光晚會主席臺
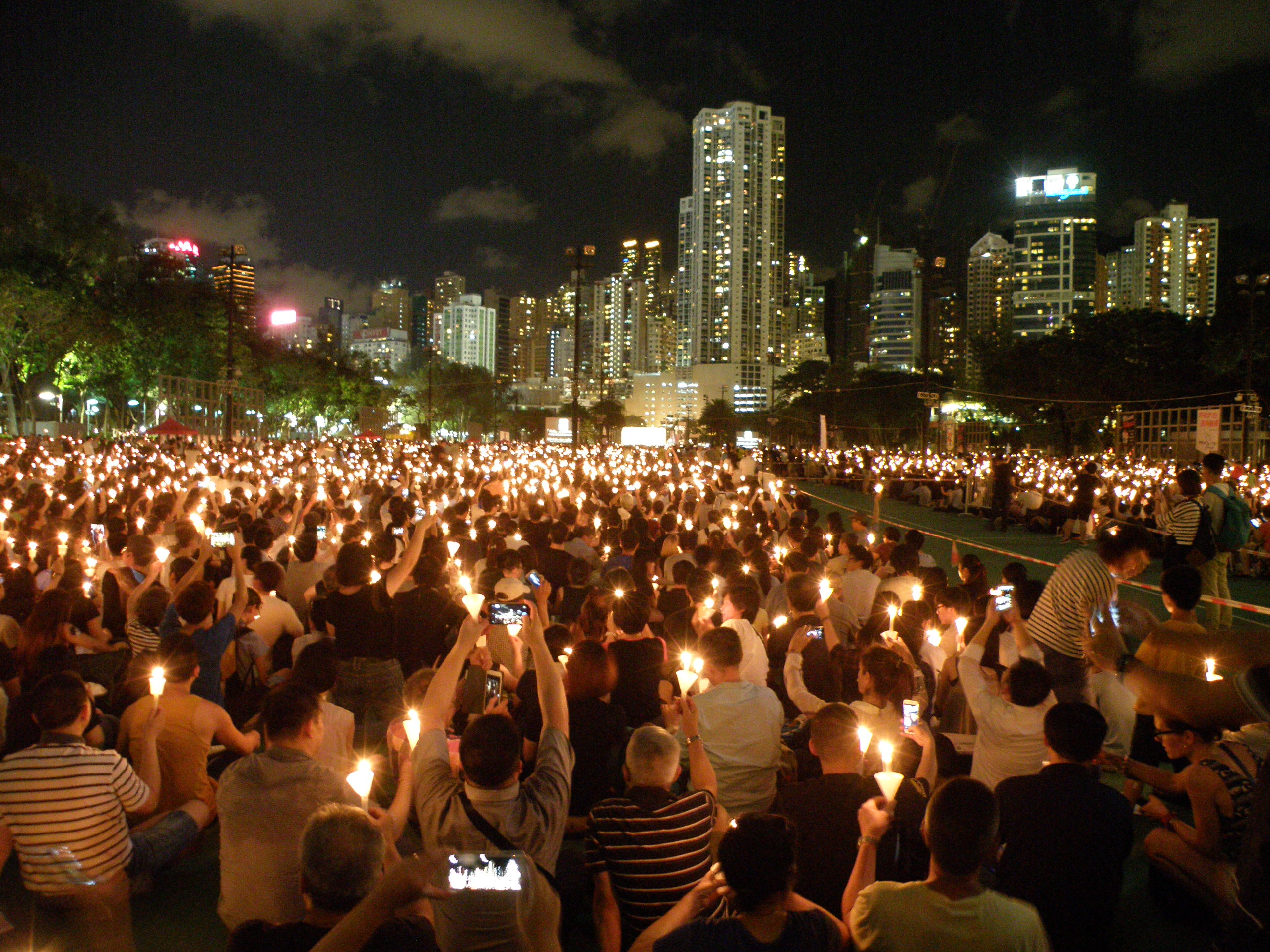
2015年的六四燭光晚會
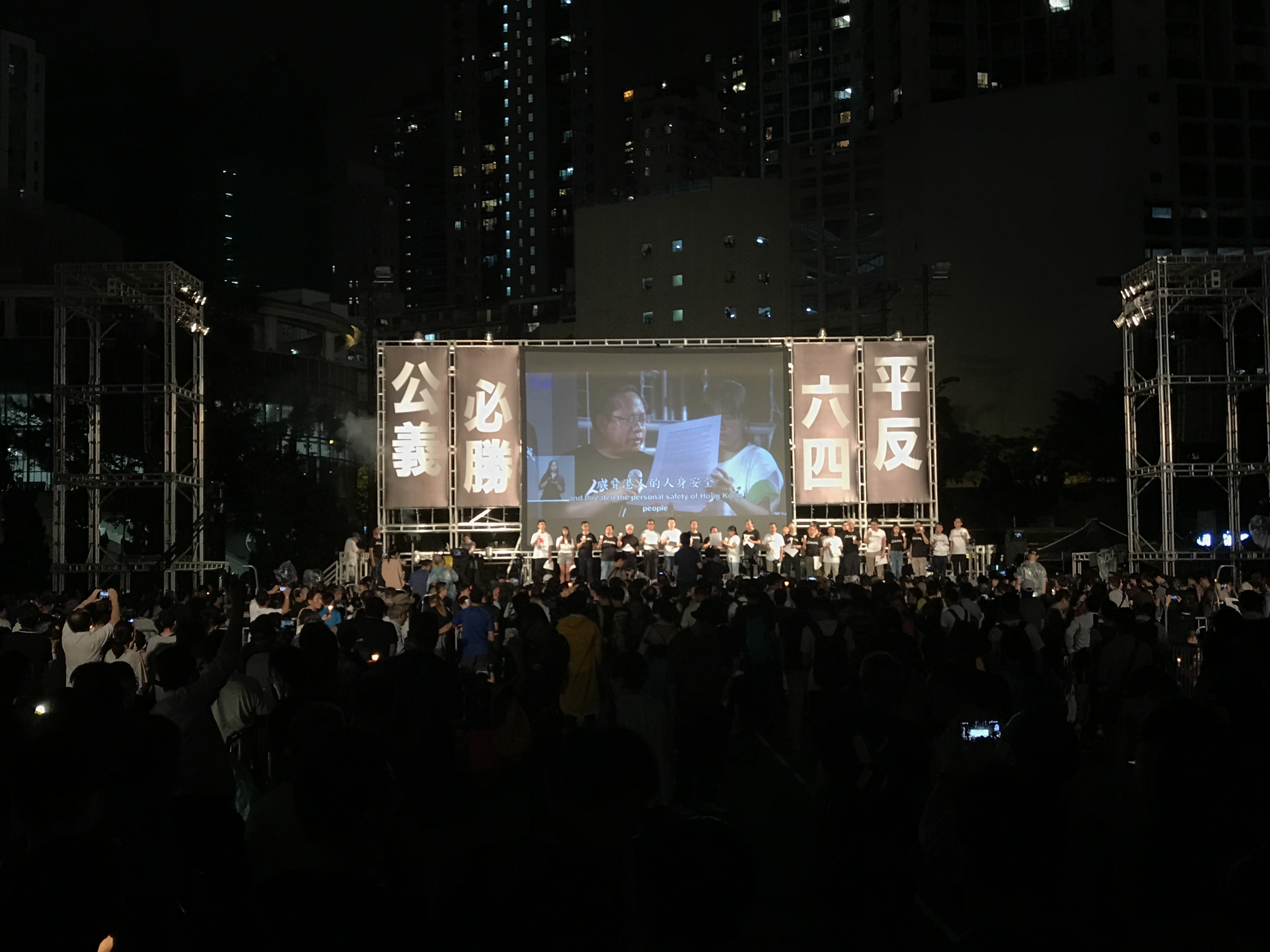
2019年的六四燭光晚會
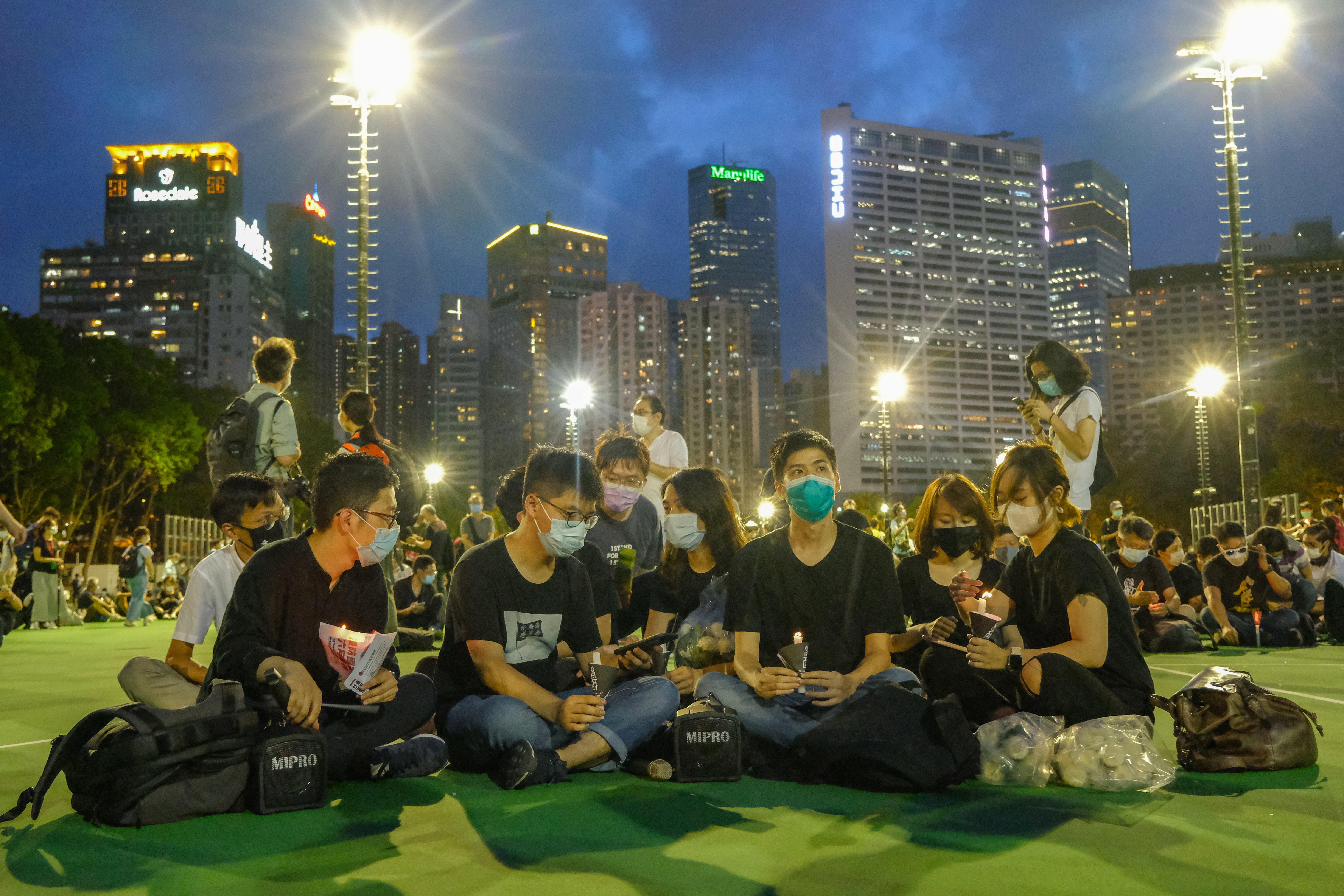
2020年六四燭光晚會，前香港眾志創黨主席羅冠聰，秘書長黃之鋒，岑敖暉和袁嘉蔚等人有出席，一年後被指控涉嫌參與未經批准集結，遭判刑10個月

#### 澳門

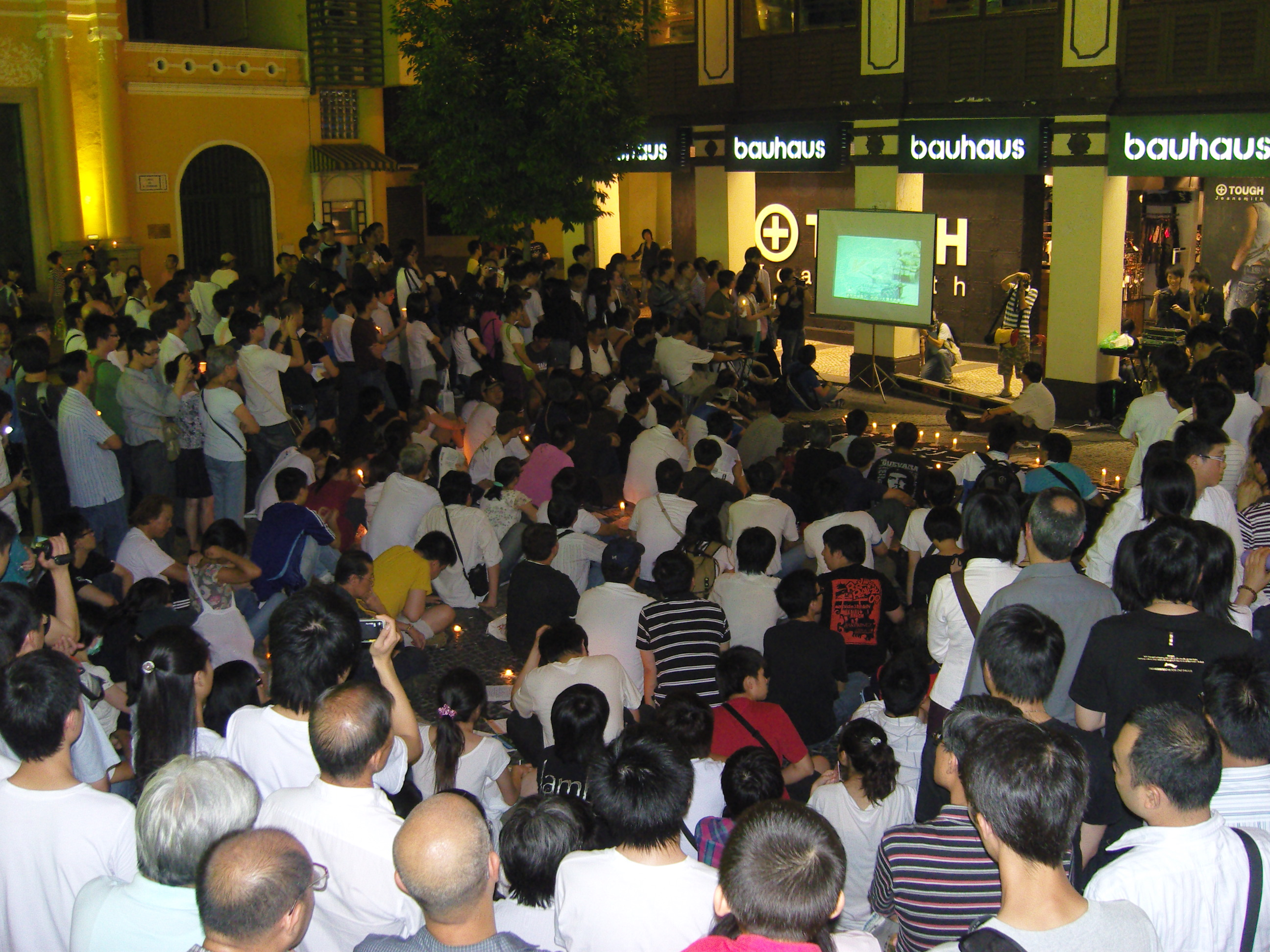
澳門在六四事件二十週年的集會（2009年）

2007年的6月4日，澳門民主發展聯委會在晚上在議事亭前地舉辦圖片展（日間）及當天晚上舉行燭光晚會，約有200人出席。成員吳國昌表示現時內地缺乏民主政制保障，以致基層市民不能享受經濟成果，澳門亦不例外；他要求行政長官下半年開展咨詢落實澳門民主政制發展；並希望全國人大設立專責調查機制調查事件，向人民及歷史交代。
2021年，澳門政府以活動違反《刑法典》相關規定及《行政程序法典》善意原則，取締六四集會。

### 海外地區

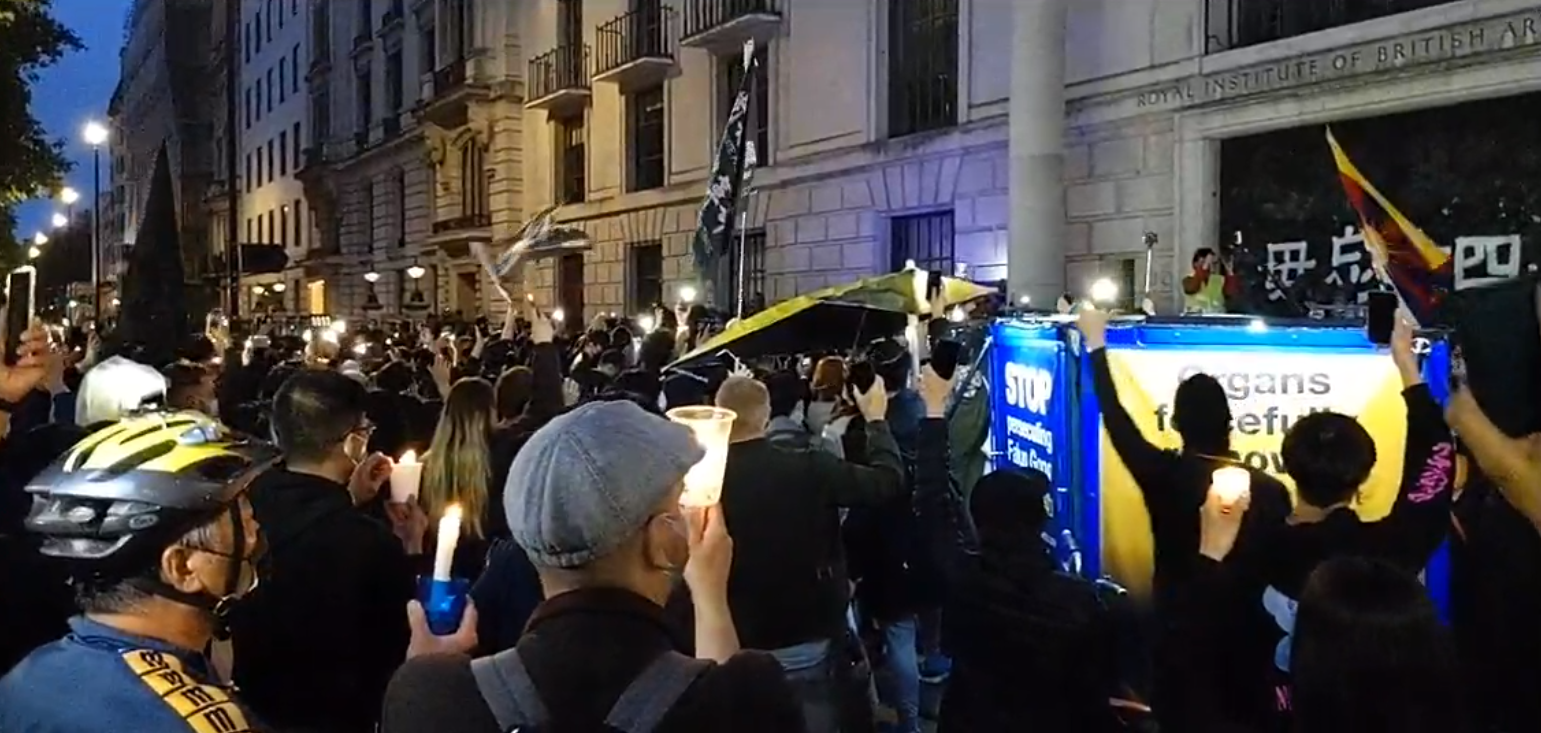
2021年傍晚，在英國倫敦中國駐英國大使館外舉行的集會，有數百人出席。

#### 美國
美國紐約和洛杉磯每年均有舉行六四燭光集會。紐約的集會地點為華盛頓廣場公園，洛杉磯的集會則在中國領事館外舉行。

#### 加拿大
加拿大溫哥華、多倫多和卡加利三個城市，每年都有人權及民運組織舉行集會。活動由溫哥華支援民主運動聯合會、卡爾加里中國民主促進會及多倫多支持中國民運主辦。

#### 澳洲
澳洲各大首府城市每年都分別舉行集會，悼念「六四事件」，包括墨爾本、雪梨、布里斯本及柏斯。活動由澳港聯、澳洲維港，以及中國民主人權聯合會主辦。
在2007年，數十人在悉尼中國領事館門前紀念六四，以「結束專制實行民主」為主題，參與者有原悉尼學運領袖楊軍、流亡詩人貝嶺等人。

#### 英國
2021年，英國多地都有舉行集會，倫敦中國駐英國大使館外舉行由8個團體主辦的燭光晚會，並聲援天安門母親。2021年的集會有有近600人出席。而英倫好鄰舍教會則會在當地傍晚6時，在倫敦萊斯特廣場站（Leicester Square）舉辦「別國的事，共同的義」晚會。

#### 台灣

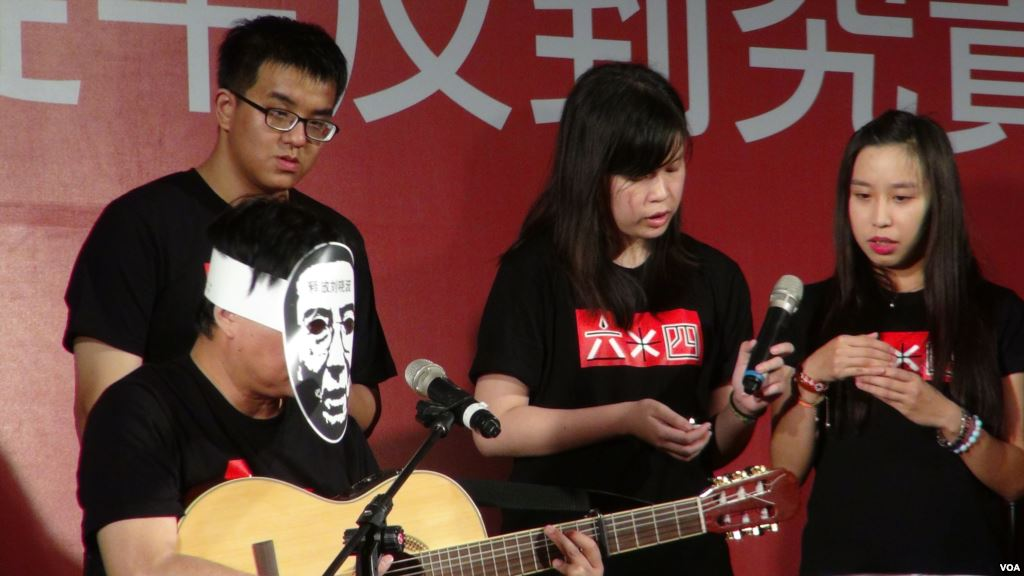
2013年，臺灣年輕人在自由廣場歌唱悼念六四事件二十四周年

在事件發生當時，台灣民間人士、學界曾聲援六四學運，演藝圈還曾錄製「歷史的傷口」來支援。近年均有年度紀念活動。但紀念規模不大，金恆煒認為是臺灣內部事務較吸引人民，六四對臺灣而言非最切身的。
但在2019年，即六四事件发生30周年，从5月21日起，在台北中正纪念堂前放置了由台湾艺术家雪克（Shake）搭建的充气“坦克人”艺术装置。装置出展当天，曾亲身参与运动的王丹，周锋锁，吴仁华，方政都来到了现场，并表示不能忘却此事件。而王丹更表示，如果在即将到来的2020年中华民国总统选举中选择亲中国大陆派，台湾将会失去自由，而如果两岸统一，那么台湾将迎来的不是塑胶坦克，而是真坦克。

#### 其他
在日本，德國和菲律賓，亦有民眾悼念六四事件。

### 遊行

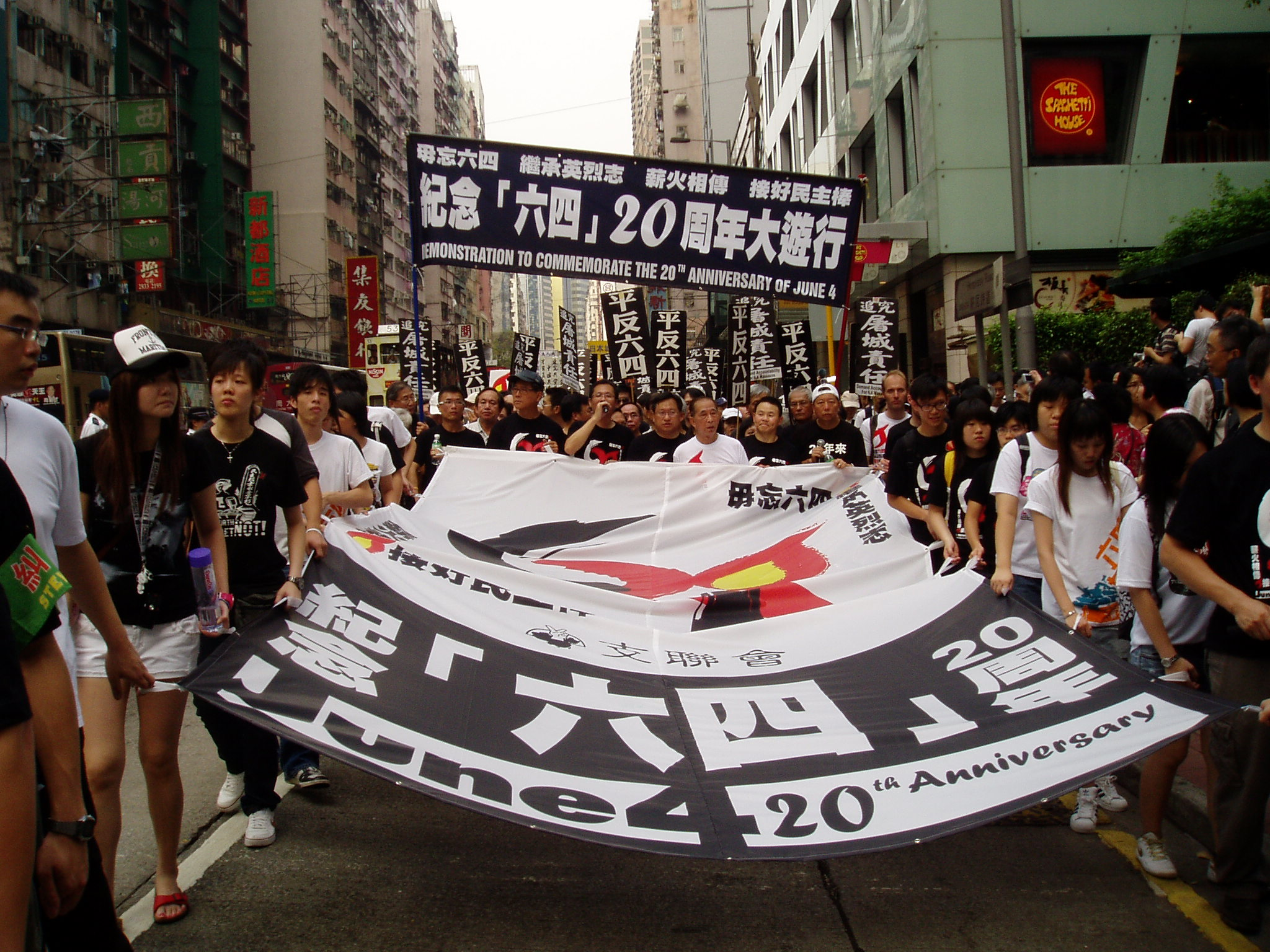
2009年六四紀念遊行

在香港，自1990年起每年6月4日前的星期日，均會舉行六四紀念遊行。而1990年5月20日，香港更舉行「中華民主單車大遊行」，騎著單車由大圍單車公園出發，經博康邨、禾輋邨和大涌橋路，最後到新華社沙田分社門前示威，全程25公里。遊行有近3,000人參與。其後每年都有舉行「毋忘六四」大遊行。
2021年5月30日支聯會原定舉行「毋忘六四」大遊行，不過被警方發出禁止公眾集會及反對公眾遊行通知書。而保安局局長李家超更指出，現時遊行和六四燭光集會屬未經批准集結，任何人都不應該參加、而宣傳和公告亦是違法，最高可判監五年。
當日下午，大批警員在灣仔嚴密戒備。「王婆婆」王鳳瑤獨自一人由灣仔行至西環中聯辦，不過當她到警總對出天橋時，警方以涉「非法集結」將她拘捕，並帶上警車。翻查資料，構成非法集結最少要三人。

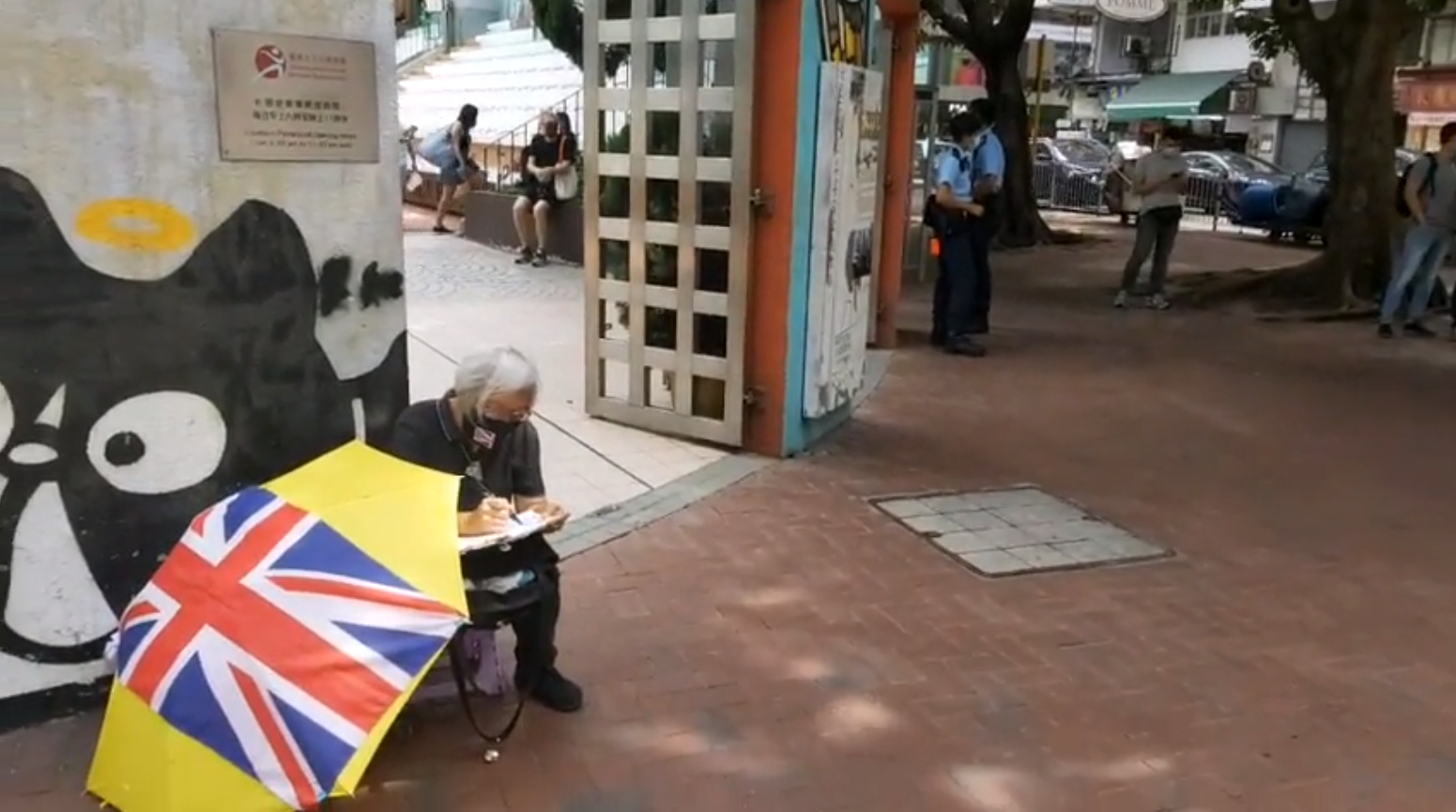
「王婆婆」獨自一人在灣仔修頓球場外
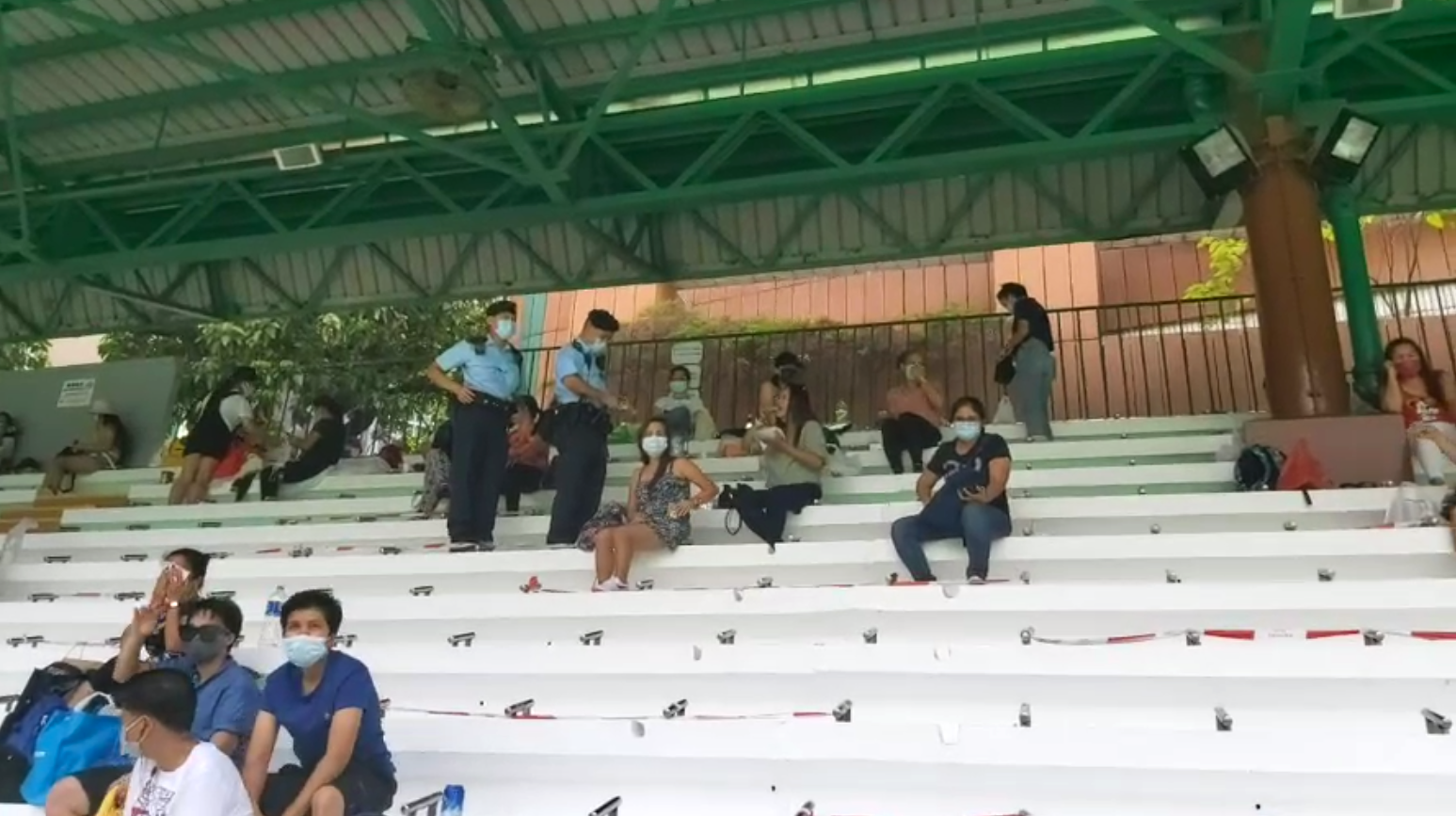
警員在修頓球場看台截查市民
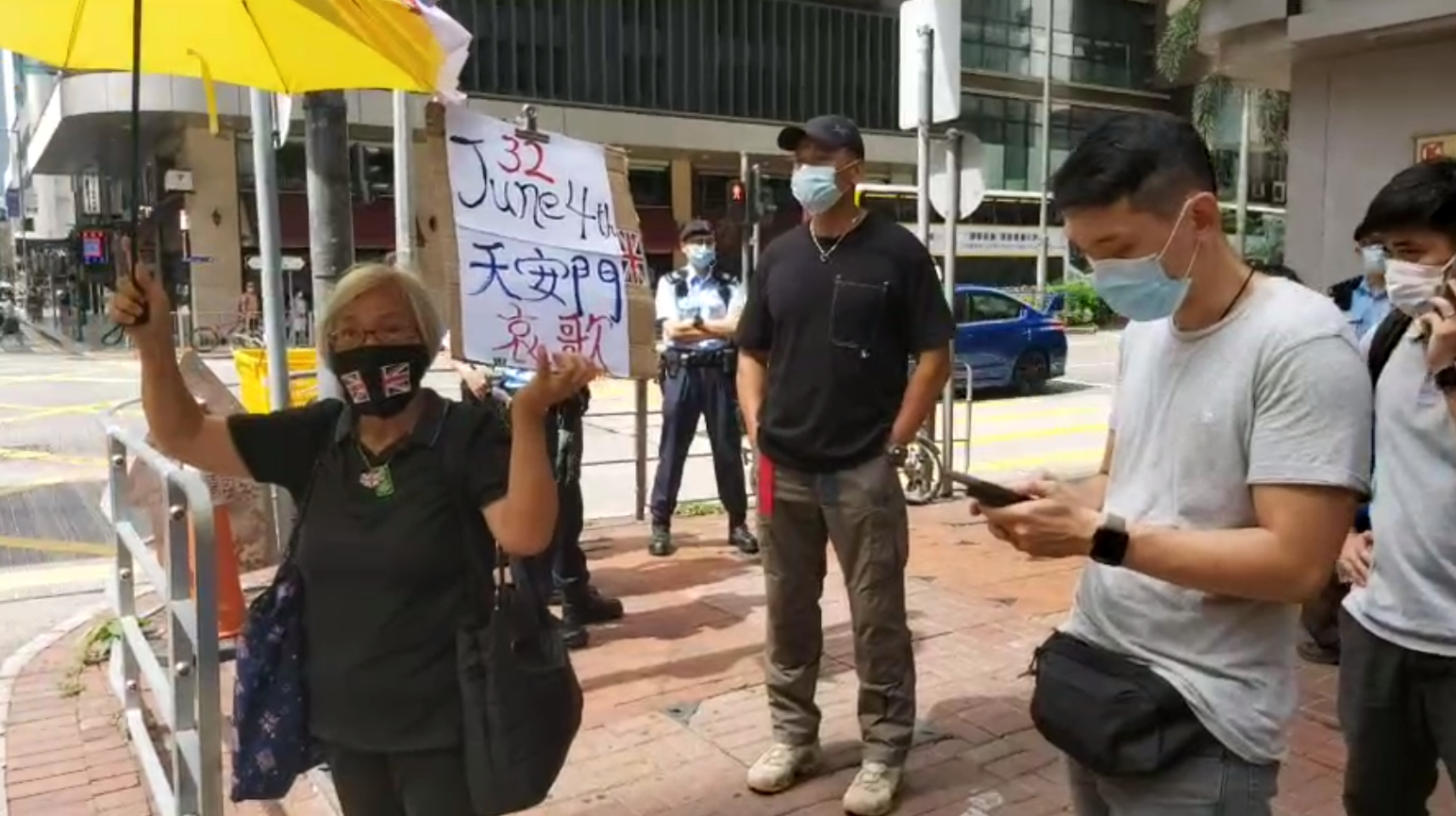
「王婆婆」起行後，有多名便衣警員跟從
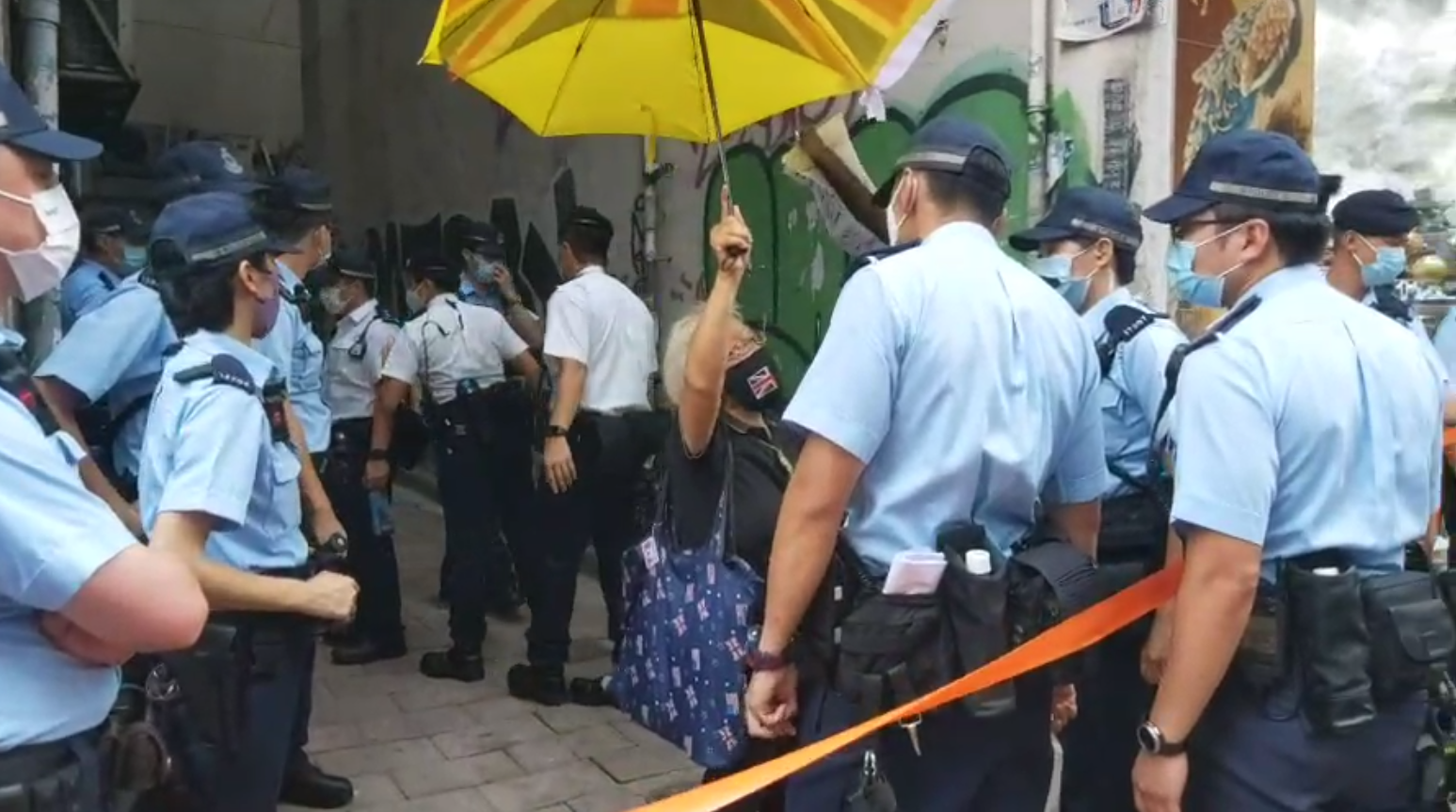
當「王婆婆」到警總對出天橋時，大批警員包圍她，之後以涉「非法集結」將她拘捕

### 立法機關動議
支聯會成員每年皆在香港立法會進行動議辯論，回歸後因分組點票安排均不獲通過。

### 出版
多年來，大量以六四事件為題的書籍、刊物、電影、歌曲面世。

### 交流研討
坊間定期一些座談會、工作坊討論六四事件，並透過活動令社會人士加深對六四事件真相的了解。

#### 展覽
1990年時有組織申請在沙田區內的屋邨商場進行展覽，展示六四死難者遺體相片。

#### 藝術表演
1989年六四事件後，有沙田社工在沙田大會堂廣場和沙田公園以藝術形式表達事件，如街頭劇和藝術裝置。而現時非牟利註冊團體「六四舞台」會定期以藝術表演介紹八九民運及「六四」事件。

### 彌撒
2021年6月4日，香港天主教正義和平委員會（正委會）於全港7所聖堂舉行「追思亡者彌撒」。不過在活動前一日，最少4間聖堂外被人掛上「邪教入侵信仰」橫額，並寫上「崇拜為名 煽亂為實」、「分裂宗教 滿手鮮血」 和「末世敵基督，假先知湧現」字句，警告教友「慎防被累違國安法」。當值神父指，教堂從未曾發生同類事件，並已經拆去有該橫額。

#### 網聚
六四紀念網聚（页面存档备份，存于）由王丹與自由中國論壇網站共同發起，王軍濤、陳子明、劉曉波、浦志強等許多民主人士，共同討論有關中國民主的問題。浦志強表示六四不能被遺忘、不能走進歷史，否則歷史就會重演。
據表示，這是中國海內外第一次大規模的網上聚會，具重大意義。

## 紀念歷程

### 十八週年
2007年6月4日為六四事件第18週年，各方都有悼念活動及相關言論。中共官方在該年初分別批准維權人士胡佳夫婦（2月16日）、民運人士陳子明夫婦（4月11日）和任畹町（4月16日）前來香港訪問，並批准因其訪問胡耀邦引致其下台的記者陸鏗於3月30日首度返回雲南省家鄉探親，雖然他們較低調過境並多拒絕接受傳媒訪問，但據外界猜測，這是配合2008年北京奧運，為與外國營造良好氣氛的措施。但對六四悼念活動亦有緩和作用。
但是，5月15日因為民建聯主席馬力在談論國民教育時向傳媒發表「六四沒有屠城」、「政府應為歷史定調」的言論，直接使傳媒報道並關注其言論，及後馬力雖然表示該言論輕率，但拒絕收回此觀點；言論引發天安門母親運動與民運領袖亦表示憤概與香港部分團體（學聯、支聯會、港大學生會）抗議之餘，並導致該年在維園舉辦之六四燭光集會參與市民比往年也有所上升；另一方面，該年天安門母親運動亦首次成功在北京舉辦座六四談會，天安門母親運動發起人丁子霖與丈夫更首度在6月3日晚與兩位組織成員陪同沒有被監視之下在北京市木樨地街頭祭奠兒子；多位民運領袖同時在互聯網上舉行網聚，並接受香港與美國傳媒問及感受與看法，馬英九與鄧小平長女鄧林亦發表感受與看法。

### 二十五週年
美國：2014年，海外八九一代为纪念六四天安门事件25周年，发起“天下围城”全球接力绝食行动，6日、7日两天由洛杉矶民主人士接棒响应。参与绝食者号召中国年轻一代在兼顾自身安全的情况加入绝食行动，要求当局公平公正对待六四。
为纪念六四25周年发起“天下围城”，由八九一代领跑全球接力绝食行动。长期在洛杉矶活动的民主人士郑存柱和陈维明，分别是6日和7日在海外接力绝食参与者。

### 二十七週年
美國：中共国家恐怖主义暴行展暨纪念六四27周年美东行====
2016年5月14日，设计者陈维明带着“民主女神”雕像从洛杉矶启程，在美国的十几个城市巡回举行展览，行程一万多公里，于6月4日六四屠杀27周年纪念日到达首都华盛顿。巡回展将展示一百多张图片和视频，揭露中共在国内践踏人权的罪行，并提醒美国人民警惕中共国家恐怖主义向外扩张。。
第一站：洛杉矶：2016年5月14日。由洛杉矶中国民主平台、中国民主党、魏京生基金会、公民社会研究院、中国民主教育基金会、中国妇权、中国访民、民主女神基金会主办的“中共国家恐怖主义暴行展”第一站活动在中共驻洛杉矶总领事馆前展开，来自全美各地的30多人参加，活动展示了上百幅图片，内容涉及64屠杀、强拆强建、儿童拐卖、宗教迫害、狱中的维权人士、异议人士、维权律师、少数民族等，来自旧金山摄影师陈莉莉展出了她在香港拍摄的占中照片。
第二站：拉斯维加斯：2016年5月15日。
第三站：丹佛（科罗拉多州首府）：2016年5月17日。。
第四站：芝加哥：2016年5月19日。
第五站：克里夫兰市（俄亥俄州）：2016年5月22日。从芝加哥前往罗德岛州的路上，临时决定到克里夫兰市进行展览。新闻报道为第六站，为错误。。
第六站：普罗维斯登市（罗德岛州州府）：2016年5月24日，此地为展览计划中的第五站，实际上为第六站，新闻报道为第五站，为错误。
第七站：麻萨诸塞州（Massachusetts state）剑桥城（Cambridge City）哈佛大学（Harvard University）2016年5月25日。
第八站：纽约联合国总部：2016年5月27日。
第九站：康涅狄格州耶鲁大学，2016年5月28日
第十站：纽约曼哈顿第五大道，2016年5月29日。
第十一站：华盛顿，美国国会大厦：2016年6月2日
第十二站：纽约时代广场：2016年6月3日。
第十三站：华盛顿中共驻美大使馆：2016年6月4日。
第十四站：费城自由广场：2016年6月5日。

### 二十八週年
美國：中共国家恐怖主义暴行展暨纪念六四28周年美西南北行====
一支由十四名美国华人组建的车队，携带大量图片和文字资料，6月1日从内华达州的拉斯维加斯出发，开始了揭示中共国家恐怖主义暴行和六四屠杀真相的美西四个州的行程，以此纪念89六四28周年。

第一站：拉斯维加斯：2017年6月1日（周四）
第二站：洛杉矶：2017年6月2日（周五）中国领事馆
第三站：旧金山：2017年6月3日（周六）10：00—11：00AM：斯坦福大学  12：00-1：00PM旧金山伯克利大学、Un廣場
第四站：西雅图：2017年6月4日（周日）
第五站：俄勒崗：2017年6月6日（周二）

### 三十周年
香港：二零一九年六月四日，主辦方支聨會統計有超過十八萬香港市民參與六四晚會
美國：2019年5月9日下午在美国首都国会山前举办了一个有特殊意义的画展。参展作品都是1989年64大屠杀发生后旅居纽约的一大批世界各地艺术家用各种艺术风格创造作品。这批画后来被淹没30年，后来由“人道中国”保存。展览的第一站是纽约，第二站在波士顿，接下来还要到芝加哥等地展出，最后落户洛杉矶附近的自由雕塑公园。

## 國安法後
2023年6月4日為六四事件34周年。在事件前夕，記者向政府官員問及市民以個人身份公開悼念是否違法的問題。行政長官李家超指特區政府多次強調任何公眾活動及個人行為都要符合香港法律，執法部門會針對每個活動及行為依法處理，每個人都要為個人行為負責。律政司長林定國表示不會主動建議市民應否做甚麼，指其唯一的建議，是任何市民、在任何時候、做任何事情，都必須要依據法律。而保安局長鄧炳強主動表示“很多人會利用未來幾日的「特別日子」做危害國家安全的行為”，他指市民違法與否視乎很多因素，包括其出發點、立心和行為。而行會成員、資深大律師湯家驊在社交媒體表示個人公開悼六四不犯法。
警方當日會部署5000名機動部隊及其他軍裝警員，在維園以外的銅鑼灣、灣仔及中聯辦和港鐵站等地進行高姿態巡邏。而不願具名的民主派前區議員向《明報》稱，4月已收到警方國安處聯絡，了解會否公開或個人行動，並不時接觸。而《明報》亦得悉已解散的支聯會前成員及多名社運人士近日接獲警方國安處約談或來電，包括不要到維園和不要在社交媒體悼念六四。
另外，高先電影院原定包場舉行「《尚未完場》暨導演映後談」，不過網購平台「如一 AsOne」5月31日在Facebook發文指，接獲高先電影院通知，指電影院接獲「業界代表」提醒當晚為敏感日子，要避免聚集活動，經考慮後決定取消包場。
2023年6月3日黃昏，前支聯會常委關振邦、香港天安門母親運動代表劉家儀到維園噴水池手持標語，表示會以禁食8964 3.4 秒後，超過20名警員隨即以橙帶封鎖現場，並以「煽動意圖」罪拘捕。晚上，銅鑼灣崇光百貨門外及東角道，最少5人被警方帶走，包括藝術家三木，牙醫李盈姿和一名手持紙摺的小白花的女子。

## 時序
| 日期             | 遊行/活動              | 地點                   | 備註 |
| 1989年           |                        |                        | |
| 4月27日          | 四二七遊行             | 中国北京               | 4月26日，《人民日報》發表文章《必須旗幟鮮明地反對動亂》（即「四·二六社論」）。 |
| 5月17日          | 五一七大遊行           | 中国                   | |
| 5月20日          | 五二零遊行             | 英屬香港、 葡屬澳門    | |
| 5月21日          | 五二一大遊行           | 英屬香港               | |
| 5月22日          | 五二二遊行             | 葡屬澳門               | |
| 5月23日          | 五二三大遊行           | 中国北京、 葡屬澳門    | |
| 5月27日          | 民主歌聲獻中華         | 英屬香港               | 香港市民支持北京民運而舉辦的籌款活動。6月2日，支聯會赴京代表團團長李卓人把130萬港元捐款送到北京時被拘留，迫簽悔過書，3日後才獲釋，而款項被北京當局全數沒收。                               |
| 5月28日          | 全球華人大遊行         | 全球                   | |
| 6月4日           | 六四大遊行             | 全球                   | 6月3日晚上－6月4日凌晨發生六四事件。 |
| 六四事件週年紀念 |                        |                        | |
| 每年6月4日       | 維園六四燭光晚會       | 香港（1990年－2019年） | 2020年香港特區政府以針對新冠肺炎疫情的「限聚令」為由，不批准紀念活動。6月30日《港區國安法》實施後未經批准的遊行被視為違法，加上2021年支聯會解散，香港的悼念活动已不復存在。                |
| 每年6月4日       | 議事亭前地六四燭光晚會 | 澳門（1990年－2019年） | 2020年澳門特區政府以針對新冠肺炎疫情的「限聚令」為由，不批准紀念活動。2021年，澳門政府以活動違反《維護國家安全法》善意原則，取締六四集會。加上2023年民聯會解散，澳門的悼念活动已不復存在。 |
| 每年6月4日       | 六四事件紀念活動       | 全球                   | |

## 參看
- 六四事件周年纪念活动
- 六四襟章
- 民主歌聲獻中華
- 全球華人大遊行

## 外部連結
- 香港市民支援愛國民主運動聯合會官方網頁*「六四」弔唁冊
- （页面存档备份，存于）
- 網上直播[永久]
- 「六四」18周年專頁香港市民支援愛國民主運動聯合會
- 六四周年專題（页面存档备份，存于），大紀元
- 蘋果日報－六四事件專頁（页面存档备份，存于）

### 報刊
- 蘋果日報：李卓人感受耶穌受洗 （页面存档备份，存于）
- 東方日報政情：李卓人失足墮河當受洗（页面存档备份，存于）
- 大公報：李卓人不可信 司徒華欲換接班人（页面存档备份，存于）
- 東方日報：李卓人向北京簽悔過書投降 政客何足言勇（页面存档备份，存于）
- 蘋果日報：北京欠港人200萬元捐款 李卓人89年帶善款上京被沒收 （页面存档备份，存于）
- 六四晚會：一場很腐朽而矯情的政治騷（页面存档备份，存于）
- 明報：李卓人話老竇係二世祖 潮州大地主50年代被批鬥